# 457 f.Kr.

## Händelser

### Efter plats

#### Persiska riket
- Artaxerxes I utfärdar en skrivelse om att Jerusalems stadsledning skall återupprättas (enligt Esra 7, Daniel 9 och Nahum 1 i Gamla Testamentet).

#### Grekland
- Det attiska sjöförbundets ledare Aten hamnar i konflikt med Korinth och dess allierade Sparta (ledare för det peloponnesiska förbundet) angående Megara. Nikodemes av Sparta, förmyndare för kung Pleistoanax, leder en armé på 11 500 hopliter till Boeotien för att hjälpa Thebe att slå ner ett uppror i Fokis.
- Atenska styrkor blockerar vägen tillbaka till Peloponnesos, så spartanerna bestämmer sig för att bli kvar i Boeotien och invänta atenarnas anfall. Dessa och deras allierade, med 14 000 man under Myronides befäl, möter spartanerna i slaget vid Tanagra. Spartanerna vinner visserligen slaget, men förlorar så många soldater, att de inte kan följa upp segern.
- Atenarna omgrupperar sig efter slaget och marscherar in i Boeotien. Ledda av Myronides besegrar de boeotierna i slaget vid Oenofyta samt förstör Tanagras murar och utplundrar Lokris och Fokis.
- Aten går vidare genom att besegra Egina senare under året samt att avsluta byggandet av de långa murarna till sin hamnstad Pireus (vilket Sparta ogillar).
- Boeotien, Fokis och opuntiska Lokris blir medlemmar av det attiska sjöförbundet. Därmed har Aten fått med alla boeotiska städer utom Thebe i förbundet, då även Egina tvingas bli medlem och tillsammans med ön Thasos tvingas betala en årlig tribut till förbundet på 30 talenter.
- Zeustemplet på Olympiaberget står färdigt. Den tolv meter höga Zeusstatyn därinne blir ett av den antika världens sju underverk.